# Kurič in ostali proti Sloveniji
Kurič in ostali proti Sloveniji  (št. 26828/06) je primer, v katerem je Evropsko sodišče za človekove pravice razsodilo, da Republika Slovenija ni sprejela ustreznega zakona za ureditev statusa in pritožnikom ni izdala dovoljenja za stalno prebivanje, s čimer jim je bila kršena pravica do spoštovanja osebnega in zasebnega življenja, pravica do učinkovitega pravnega sredstva in prepovedi diskriminacije. 
Datum odločitve: 26.2.2012

## Ozadje primera
Zadeva se začne s  pritožbo leta 2006, katero vloži hrvaški državljan Milan Makuc in deset drugih pritožnikov proti RS. Pritožbo so pritožniki vložili zaradi tega, ker je Slovenija kršila človekove pravice pritožnikov, katere zagotavlja Evropska konvencija o človekovih pravicah, in sicer v členih pravice do zasebnega in družinskega življenja, pravice do učinkovitega pravnega sredstva in prepovedi diskriminacije. ESČP je na sodbi dne 13.7.2010 odločilo, da je v obravnavo sprejetih osem pritožb (dve sta bili nesprejemljivi, en pritožnik pa je preminil), ki navajajo, da so bile pritožnikom kršene pravice iz 8. in 13. člena Konvencije. Glede denarne odškodnine pritožnikom za premoženjsko ali nepremoženjsko škodo, ki naj bi izvirala iz v obravnavani zadevi ugotovljenih kršitev, kot tudi glede stroškov in izdatkov, nastalih v postopku, pa tedaj ni odločilo. Oktobra 2010 je RS vložila zahtevo za predložitev zadeve v ponovno obravnavo  pred Velikim Senatom ESČP, ki jo je ta tudi sprejel. 

## Postopek pred ESČP
Sodba je zadevala pravico do spoštovanja osebnega in zasebnega življenja (8. člen, Evropske konvencije o varstvu človekovih pravic in temeljnih svoboščin), pravico do učinkovitega pravnega sredstva (13. člen) in prepoved diskriminacije (14. člen). Stranke so se sklicevale, da je bistveni razlog teh kršitev je dolgotrajno omahovanje slovenske oblasti, da kljub temeljnim odločbam ustavnega sodišča zakonsko uredi prebivališče pritožnikov po njihovem nezakonitem izbrisu iz registra stalnega prebivalstva 26. februarja 1992 in jim zagotovi ustrezno zadoščenje.
Osrednje vprašanje, na katerega je Sodišče odgovarjalo, je: »Ali je z neustrezno časovno dopolnitvijo Zakona o urejanju statusa državljanov nekdanje Socialistične federativne republike Jugoslavije (SFRJ), s stalnim prebivališčem v Sloveniji, katerih imena so bila izbrisana 26. februarja 1992, prišlo do kršitve pravic do spoštovanja osebnega in zasebnega življenja, pravice do učinkovitega pravnega sredstva kot tudi prepoved diskriminacije?«

## Odločitev ESČP
Sodišče je ugotovilo, da je prišlo do kršitve pravic, ker Republika Slovenija ni sprejela ustreznega zakona za ureditev statusa in pritožnikom ni izdala dovoljenja za stalno prebivanje. 
V tej sodbi je Sodišče odločilo, da je RS šestim pritožnikom kršila pravico do zasebnega in družinskega življenja (člen 8), pravico do učinkovitega pravnega sredstva (člen 13) in prepoved diskriminacije (člen 14). Po mnenju Sodišča RS ni sprejela ustreznega zakona in pritožnikom ni izdala dovoljenja za stalno prebivanje ter ni ravnala v skladu z odločbami Slovenskega ustavnega sodišča. Sodišče je gospodu Kuriću, gospe Mezga, gospodu Ristanoviću, gospodu Beriši, gospodu Ademiju in gospodu Miniću prisodilo odškodnino za nepremoženjsko škodo v višini 20.000 EUR, vsem pritožnikom skupaj pa tudi 30.000 EUR za povračilo stroškov postopka. Preostalima pritožnikoma, ki nista nikoli izkazala interesa za ureditev svojega statusa v Republiki Sloveniji, Sodišče odškodnine ni priznalo.
Evropsko sodišče za človekove pravice razsoja z devetimi glasovi za in enim proti, da je v danem primeru prišlo do kršitve pravic 8., 13. in 14. člena Evropske konvencije o varstvu človekovih pravic in temeljnih svoboščin. Po mnenju sodišča je razlog teh kršitev dolgotrajno omahovanje slovenske oblasti. 

## Ločeno mnenje
K odločitvi sodišča je bilo podano Skupno delno odklonilno ločeno mnenje sodnikov Bratze, Tulkensa, Spielmanna, Kovlerja, Vučinića in Raimondija: Sodišče je podrobno preučilo različne možnosti, ki jih je vlada navedla v podporo svojemu ugovoru. Nobeno pravno sredstvo, ki ga je navedla, ni prepričalo Sodišča, ki je presodilo, da je treba ugovor zavrniti, in ugotovilo, da je bil kršen 13. člen v povezavi z 8. členom. Sodniki menijo, da tu obstajata dve možnosti: ali pravna sredstva, ki izpolnjujejo merila ustreznosti in učinkovitosti, so ali pa jih ni. Ko se je odločilo za drugo možnost, bi moralo Sodišče zavrniti ugovor o neizčrpanju notranjih pravnih sredstev tudi v primeru Velimirja Dabetića in Ljubenke Ristanović. Menijo, da pritožbi Velimirja Dabetića in Ljubenke Ristanović ne bi smeli biti zavrnjeni.